# Mithrobazane de Sophène
Mithrobazane de Sophène est un dynaste ou roi de Sophène ayant régné vers 150 av. J.-C.

## Biographie
Selon  Polybe, vers 150 av. J.-C., le roi Ariarathe V de Cappadoce intervient auprès d’Artaxias Ier d'Arménie qui, vers la fin de son règne, souhaitait supprimer l’autre dynastie arménienne, les Zariadrides, pour le dissuader d'annexer la Sophène, dirigée par le roi « Mithrobazane ». 
Pour le  prix de son soutien, Ariarathe V se fit céder la ville de Tomisa, sur la rive gauche de l’Euphrate, par la Sophène.
Ce même événement est aussi relevé par Diodore de Sicile dans un fragment du livre XXXI de sa Bibliothèque historique :

« Mithrobuzanès fut rétabli par Ariarathès sur le trône paternel. Artaxias, roi d'Arménie, ne démentant pas sa cupidité, envoya des députés à Ariarathès, pour l'engager à faire cause commune avec lui, à tuer l'un des deux jeunes gens qu'il avait en son pouvoir, et à s'emparer de Sophène. Mais Ariarathès, reculant d'horreur devant une pareille lâcheté, adressa aux députés de vifs reproches, et écrivit à Artaxias une lettre dans laquelle il l'exhortait à renoncer à de pareils attentats. Ariarathès s'attira par cette action de grands éloges ; et Mithrobuzanès, grâce à la fidélité et à la vertu d'Ariarathès, fut rétabli sur le trône de ses ancêtres. »

Ce roi Mithrobuzanès ou Mithrobazane des historiens gréco-latins est identifié avec le Morphilig connu uniquement par ses émissions monétaires portant à l'avers une tête imberbe coiffée d'une tiare de Cappadoce et au revers l'inscription  ΜΟΡΙ(φιλιγος) ΣΑΡΙ(αδριος), (i.e. « Morphilig, fils de Zariadres ») avec debout de face la déesse Anahit tenant des fleurs : vers 148/150 av. J.-C.

## Postérité
Cyrille Toumanoff émet l'hypothèse que Mithrobazane est le père et prédécesseur d'Artanès de Sophène, qu'il dénomme par ailleurs « Orontès V/IV ».